# Малое Залесье (Вологодская область)
Малое Залесье — деревня в Сокольском районе Вологодской области.
Входит в состав Чучковского сельского поселения, с точки зрения административно-территориального деления — в Чучковский сельсовет. Расположена к северу от автодороги А123.
Расстояние по автодороге до районного центра Сокола — 90 км, до центра муниципального образования Чучкова — 8 км. Ближайшие населённые пункты — Курган, Васьково, Большое Залесье.
По переписи 2002 года население — 2 человека.